# Guru (rapper)
Keith Edward Elam (n. 17 iulie 1961, Boston, Massachusetts, SUA – d. 19 aprilie 2010, New York City, New York, SUA), mai cunoscut după numele său de scenă, Guru a fost un MC american și membru al duo-ului de muzică hip-hop Gang Starr, alături de DJ Premier. S-a născut în Roxbury, Massachusetts. Numele de Guru se trage din „Gifted Unlimited Rhymes Universal” dar și de la „God is Universal; he is the Ruler Universal”, ambele făcând referire la învățăturile Națiunii Zeilor și Pământurilor (The Nation of Gods and Earths). A fost cunoscut și ca vocea lui 8-Ball în Grand Theft Auto III și Grand Theft Auto: Liberty City Stories.

## Discografie
- Guru's Jazzmatazz, Vol. 1 (18 mai 1993)
- Guru Presents III Kid Records (1995)
- Guru's Jazzmatazz, Vol. 2: The New Reality (18 iulie 1995)
- Guru's Jazzmatazz, Vol. 3: Streetsoul (26 septembrie 2000)
- Baldhead Slick & da Click (25 septembrie 2001)
- Version 7.0: The Street Scriptures (10 mai 2005)
- Guru's Jazzmatazz, Vol. 4: The Hip Hop Jazz Messenger: Back to the Future (5 iunie 2007)
- The Timebomb: Back to the Future Mixtape (31 iulie 2007)
- The Best of Guru's Jazzmatazz (12 februarie 2008)
- Guru 8.0: Lost and Found (19 mai 2009)